# Melotte Regio
La Melotte Regio è una struttura geologica della superficie di Ganimede.